# Jean Ajalbert
Ne doit pas être confondu avec Jean Jalabert.
Jean Ajalbert, né le 10 juin 1863 à Clichy (Seine), et mort le 14 janvier 1947 à Cahors (Lot), est un journaliste, critique d'art, avocat et écrivain naturaliste.
D'abord sympathisant anarchiste, polémiste reconnu et dreyfusard de premier plan durant la Troisième République, il adhère durant l'Entre-deux-guerres au Parti populaire français de Jacques Doriot et devient par la suite un journaliste collaborationniste au côté de Robert Brasillach, Louis-Ferdinand Céline et Pierre Drieu la Rochelle.

## Biographie

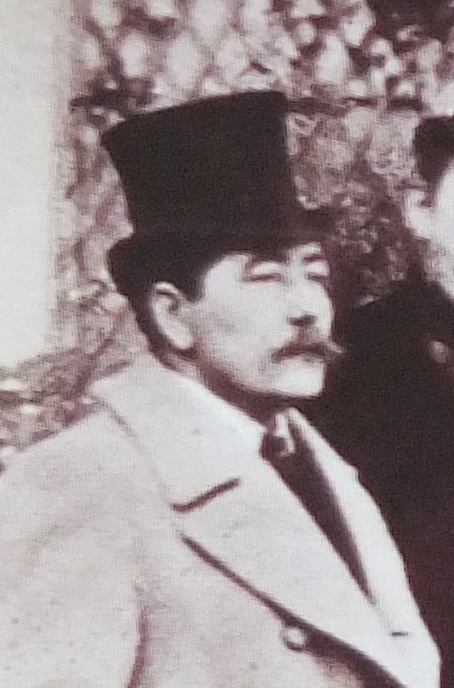
Jean Ajalbert en 1890.

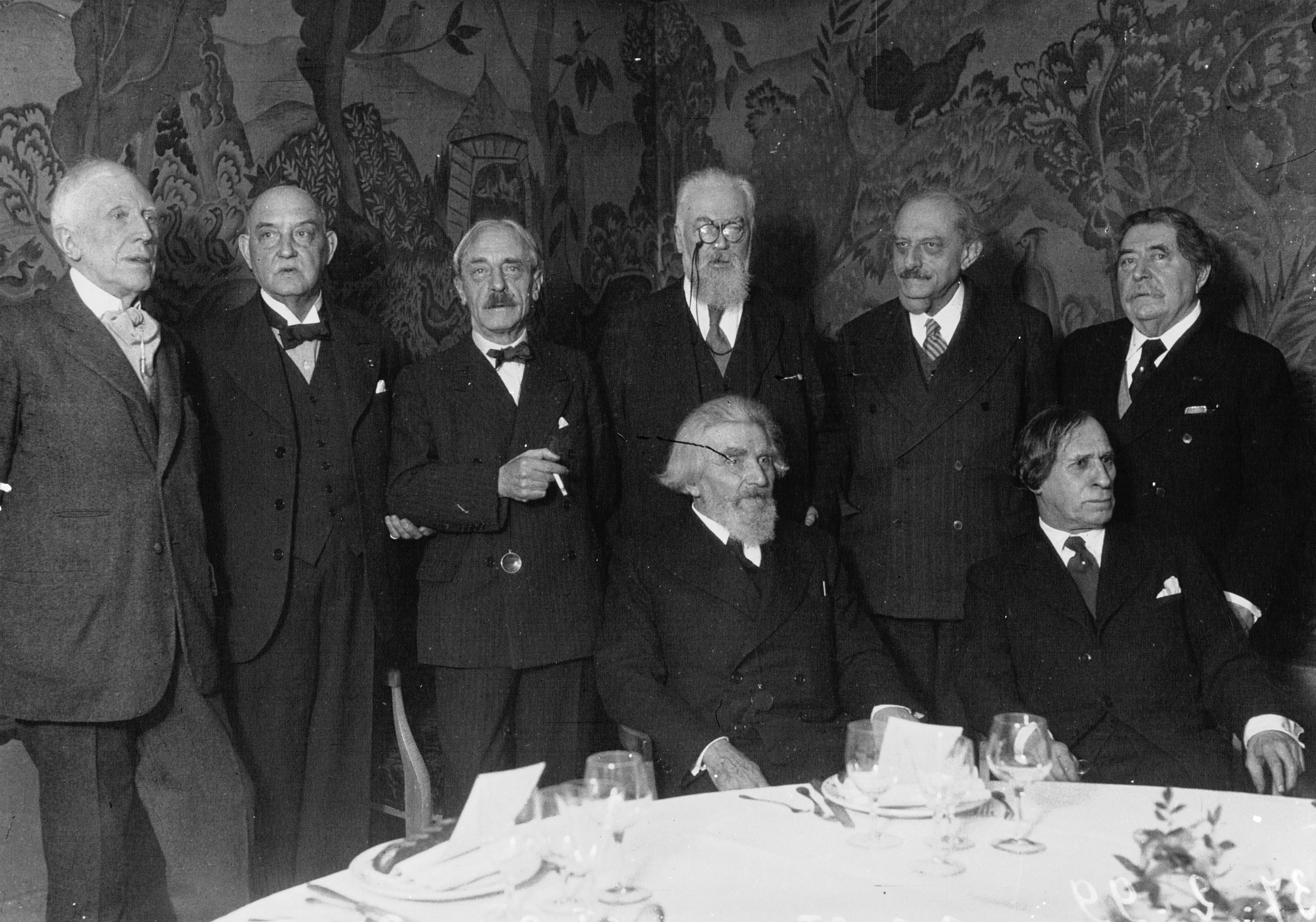
Ajalbert posant avec d'autres fondateurs de l’Académie Mallarmé, à l’époque de la fondation de celle-ci en 1937. De gauche à droite, debout : Édouard Dujardin, Francis Vielé-Griffin, Paul Valéry, André-Ferdinand Hérold, André Fontainas, Jean Ajalbert. Assis : Saint-Pol-Roux, Paul Fort.

Jean Ajalbert est né le 10 juin 1863, à Levallois-Perret, au hameau de Courcelles. Il a un frère jumeau, Maurice, qu'il évoque dans Mémoires en vrac du temps du symbolisme : « Mon frère est mort au bout de quelques semaines. »
Il est élève à Paris au lycée Condorcet où il connaît Rodolphe Darzens qui l'éditera dans sa revue La Pléiade (1886). En 1883, il travaille à La Justice, le journal du député radical Georges Clemenceau. Ajalbert publie ses premiers écrits poétiques sous le pseudonyme d'Hugues Marcy. Puis, en 1886, il entre à La Revue indépendante.
Il se marie en 1895 avec Dora Dorian, fille de Charles Dorian, qui lui donne un fils, Charlie, mais ils se séparent vers 1898 et divorcent. À cette époque, il est assez intime avec Aristide Briand qui fait quelques séjours dans le manoir de Keruic qu'il loue à Locquémeau sur la côte bretonne. 
En 1898, Ajalbert est l'un des principaux collaborateurs du journal dreyfusard Les Droits de l'homme et en 1899 du Journal du Peuple. Très engagé, volontiers violent, considéré comme un « redoutable polémiste », il fut une des plus importantes plumes dreyfusardes et regroupa ses principaux articles en quatre volumes : Les Deux justices, Sous le sabre, La forêt noire et Quelques dessous du procès de Rennes. Dreyfusard précoce, il avait été un des rares journalistes, en 1895, à s'insurger de la manière dont ses confrères avaient traité le capitaine condamné et tout particulièrement en rendant compte de sa dégradation : « Eux tous pourtant, qu’est-ce qu’ils savaient de lui ? Que ses juges l’ont jugé coupable. Mais ce n’est pas de ce crime, dont l’on ignore les détails, qu’il a été invectivé. Des indignations n’ont pu se contenir, ai-je lu : “Sale Juif !” a-t-on crié sur son trajet. Sale juif ! Qu’est ce que cela vient faire avec la mobilisation livrée ? Quelles notions confuses de la justice ! La patrie est-elle en cause ou les croyances religieuses ? Va-t-il falloir croire avec Pascal que “comme la mode fait l’agrément, elle fait aussi la justice”, la mode de l’antisémitisme ? Ces chrétiens sans pardon, ces chrétiens justiciers, faudra-t-il leur rappeler les pardons du Christ, de qui ils se réclament ? »
Vers la fin du XIXe siècle, Ajalbert fréquentait les milieux symbolistes et décadents auxquels peuvent être rapprochés ses premiers romans. Il a écrit plusieurs volumes sur son Auvergne natale et a rassemblé les écrits d'Arsène Vermenouze publiés en 1939. Les nombreux essais d'Ajalbert portent sur des sujets aussi divers que l'architecture, la tapisserie, la piraterie, l'aviation, la vie au Laos ou en Indochine, Roland Garros ou l'Académie Goncourt (dont il fait partie de 1917 à 1947),.
Sa célèbre polémique contre l'École française d'Extrême-Orient est développée dans Le Matin, L'Avenir du Tonkin, La Dépêche de Toulouse ou La Presse Coloniale. À la faveur des enquêtes qu'il a menées en Indochine, Ajalbert a constaté « qu'il n'y avait point de communication du conquérant au vaincu, de l'étranger avec l'autochtone. Si les membres de l'École Facétieuse ont installé des cours de sanscrit, de tibétain, de japonais dont ils sont réciproquement les professeurs et les élèves, ils n'ont jamais ouvert une classe de langues indigènes ». Le 7 juillet 1911, Paul Pelliot, membre éminent de l'EFEO, le gifle en public lors d'un banquet au restaurant Ledoyen, organisé par l’Association des Français d'Asie en l'honneur d'Albert Sarraut, qui vient d'être nommé gouverneur général de l'Indochine française. Son agresseur sera condamné à cinq francs d'amende et au franc symbolique à titre de dommages et intérêts.
Pendant plus de trente ans, Jean Ajalbert fait sa cure dans la station thermale de Royat-les-Bains en Auvergne, chez sa chère amie et confidente, la Mère Marie Quinton (1854-1933), ancienne Belle Meunière, logeant à l'hôtel des Marronniers dans la chambre du général Georges Boulanger et sa maîtresse la vicomtesse Marguerite de Bonnemains. À la suite de cela, il publia en 1939 Les amants de Royat. Jean Ajalbert fréquenta régulièrement les établissements de la Mère Quinton à Paris et à Nice sur la côte d'azur.
Au cours d'un voyage en Indochine, Ajalbert fait à Saïgon la connaissance de l'avocat Georges Garros, le père de l'aviateur Roland Garros. Il rencontre ce dernier à Rome au terme de la course aérienne Paris-Rome et se lie d'amitié avec lui, si bien qu'il parvient à réconcilier le père et le fils en froid depuis longtemps. Devenu conservateur du château de Malmaison, il y accueille en décembre 1914 Roland Garros et son amie Marcelle Gorge pour le dernier Noël d'homme libre de l'aviateur qui devait être capturé par les Allemands quatre mois plus tard. Dès cette époque, il écrit dans L'Humanité, créée peu avant en 1904. Sa signature côtoie celles d'Édouard Vaillant, Daniel Halévy, Jules Renard, Tristan Bernard, Bertrand de Jouvenel ou Léon Blum.
En novembre 1914, son fils unique est tué. Il demande à quitter La Malmaison et devient conservateur de la Manufacture nationale de tapisserie de Beauvais, où il reste en activité jusqu'en 1935. Pendant cette période, il publie plusieurs textes de propagande pour la paix (L'Heure de l'Italie, Propos de Rhénanie), des études scientifiques (Les cartons de Beauvais), des chroniques auvergnates et Les Mystères de l'Académie Goncourt, qui fit scandale.
À partir des années 1930, Ajalbert se consacre à la rédaction de plusieurs volumes de mémoires où il revient avec nostalgie sur la Belle Époque. Dans ces ouvrages, il montre son attachement au général Boulanger et se replonge à l'époque du symbolisme où il connut un peu de succès.
Pendant la Seconde Guerre mondiale, il participe à L'Émancipation nationale de Jacques Doriot, organe collaborationniste du Parti populaire français (PPF). Il signe également en mars 1942 le Manifeste des intellectuels français contre les crimes britanniques aux côtés de Jean de La Varende, Louis-Ferdinand Céline, Pierre Drieu la Rochelle, Robert Brasillach, Abel Bonnard et Abel Hermant. Son nom figure sur les listes d’« écrivains indésirables » édictées par le Comité national des écrivains durant l'épuration à la Libération. Il est jugé pour fait de collaboration par la 4e chambre civique en 1945, puis incarcéré à Fresnes en mars 1945.

## Œuvres
- Sur le vif. Vers impressionnistes. Lettre-préface de Robert Caze. Paris, Tresse et Stock, 1886. Seulement 307 ex. sur Vélin teinté, 7 ex. sur Hollande et 7 ex. sur Japon impérial. Tous numérotés et paraphés par l'auteur. Premier livre de Jean Ajalbert.
- En amour, Paris, Tresse et Stock, 1890.
- Femmes et Paysages, Paris, Tresse et Stock, 1891.
- En Auvergne, Paris, Dentu, 1893.
- Notes sur Berlin, Paris, Tresse & Stock, 1894.
- Le Cœur gros, Paris, Lemerre, 1894
- Celles qui passent, Paris, Ollendorff, 1898.
- Les deux justices, Paris, Éd. de la Revue Blanche, 1898.
- Sous le sabre, Paris, Éd. de la Revue Blanche, 1898.
- La forêt noire, Librairie de la Société des Gens de Lettres, 1899.
- Quelques dessous du procès de Rennes, Paris, Stock, 1900.
- La tournée - Scènes de la vie de théâtre, roman, Paris, éditions de la Revue Blanche, 1901; édition définitive en 1918 chez  Charpentier et Fasquelle; réédition en 1930 chez Ferenczi.
- A fleur de peau, Paris, Stock, 1901.
- Veillées d’Auvergne, Paris, Dentu, 1905 (éd. définitive chez Flammarion en 1926).
- Sao Van Di (mœurs de Laos), Charpentier & Fasquelle, 1905 ; réédité par Flammarion en 1919, par G. Crès en 1922, par Gallimard en 1934.
- Une enquête sur les droits de l’artiste, Paris, Stock, 1905.
- Bas de soie et pieds nus, Paris, Bibliothèque générale d’éditions, 1907.
- La piraterie en Indochine, Paris, Fayard, 1909.
- Le château de la Malmaison, Paris, Éd. d’Art, 1911.
- Les nuages sur l'Indochine, Paris, Louis Michaud, 1912.
- Dans Paris la Grande Ville. Sensations de Guerre, Paris, Crès, 1916.
- L’aviation au-dessus de tout, Paris, Crès, 1916.
- Raffin Su-Su. Mœurs coloniales, Paris, Flammarion, 1917 ; réédité par Gallimard en 1930.
- Autour des Cartons de Beauvais, Beauvais, Manufacture nationale de Beauvais, 1924.
- La passion de Roland Garros, 2 vol., Paris, Éditions de France, 1926.
- Les livres du Pays, Clermont-Ferrand, L’Auvergne Littéraire, 1926.
- Les mystères de l’Académie Goncourt, Paris, Ferenzi et fils, 1929.
- Les Peintres de la Manufacture nationale de tapisseries de Beauvais Édition originale 1930
- L’en-avant de Frédéric Mistral, Raphalès-les-Arles, Éditions du Midi, 1931.
- Clemenceau, Paris, Gallimard, 1931.
- L’Indochine par les Français, Paris, Gallimard, 1931.
- Gustave Salé, Histoires coloniales, préface de Jean Ajalbert, Éditions d'Asie, Paris, 1931
- Auvergne, 1932.
- Feux et cendres d’Auvergne, Paris, La Renaissance de Livre, 1934.
- L’Italie en silence et Rome sans amour, Paris, Albin Michel, 1935.
- Mémoires à rebours. Briand à trente ans, Paris, Denoël et Steele, 1936.
- Mémoires en vrac. Au temps du Symbolisme, 1880-1890, Paris, Albin Michel, 1938.
- Mémoires sur une tombe. Les amants de Royat : Général Boulanger et Mme de Bonnemains, Paris, Albin Michel, 1939.
- Ces phénomènes artisans de l’Empire, Paris, Aubanel, 1941.